# 鈴木英夫 (三菱)
鈴木 英夫（すずき ひでお、1938年2月24日 - 2015年3月9日）は、日本の官僚、経営者。福岡県福岡市出身。

## 経歴
1961年に早稲田大学理工学部を卒業し、同年に通商産業省に入省。立地公害局石炭課長、資源エネルギー庁石炭部産業課長、石炭部長、通商産業省官房審議官、技術総括審議官などを歴任し、1991年6月に立地公害局長に就任し、1992年6月をもって、退任。
石油公団理事を経て、1995年に三菱マテリアル常務に就任し、2000年には副社長に昇格した。2002年6月27日付で同社顧問と三菱原子燃料取締役社長に就任。
2008年に瑞宝中綬章を受章した。
2015年3月9日がんのために死去。77歳没。